# Igor Škamperle
Igor Škamperle (Trieste, 21 novembre 1962) è un sociologo, critico letterario e alpinista sloveno.

## Biografia
Škamperle è nato in una famiglia della comunità slovena di Trieste, nel quartiere di San Giovanni. Si è laureato in letteratura comparata e sociologia della cultura nel 1990 all'Università di Lubiana. Ha perfezionato gli studi a Perugia e a Firenze, occupandosi dei cambiamenti sociali e culturali nell'età rinascimentale e del pensiero cosmologico di Giordano Bruno. Dal 1999 lavora alla Facoltà di sociologia dell'Università di Lubiana.
Sul campo degli studi, si è occupato soprattutto della cultura rinascimentale e della teoria delle forme simboliche. Nelle sue numerose pubblicazioni, Škamperle ha introdotto il pensiero della scuola storico - culturale italiana del Novecento (con Eugenio Garin e Federico Chabod come suoi massimi rappresentanti) nella storiografia slovena. Importanti sono i suoi contributi all'interpretazione del pensiero di Pico della Mirandola e Nicola Cusano. È stato uno dei primi interpreti sloveni dell'ermetismo e delle teorie di Carl Gustav Jung, del fenomeno della mitologia rinascimentale e dell'alchimia. La sua opera scientifica più importante è Magična renesansa ("Il Rinascimento magico") nella quale espone la corrente magico-mitologica del Rinascimento europeo, analizzando le ragioni e i modi del suo tramonto con l'avvento del classicismo. Si è occupato anche del pensiero politico di Machiavelli, dell'epistemologia storica di Alexandre Koyré e di varie manifestazioni religiose quali lo sciamanesimo.
In gioventù, Škamperle è stato alpinista: i suoi libri sull'alpinismo hanno avuto una notevole influenza sulle giovani generazioni alpinistiche, iscrivendosi di fatto nel filone di scrittori e pensatori delle Alpi orientali, come Henrik Tuma, Klement Jug, Julius Kugy e Dušan Jelinčič.
Škamperle è anche uno scrittore. I suoi romanzi più importanti sono Sneg na zlati veji ("La neve sul ramo dorato", 1992) e Kraljeva hči ("La figlia del re", 1997).
Ha inoltre collaborato anche a varie produzioni per la televisione slovena. Tra le più importanti, il documentario Epifanija zemlje in duha ("L'epifania della terra e dello spirito") dedicato agli 80 anni di Alojz Rebula, e un documentario sulla vita del filosofo e alpinista sloveno Klement Jug.
Škamperle è stato tra l'altro uno dei  primi traduttori dello storico francese Jacques Le Goff in sloveno.
Vive a Lubiana, mantenendo stretti contatti con Trieste.
| Controllo di autorità | VIAF (EN) 39798560 · ISNI (EN) 0000 0001 0965 4789 · SBN CFIV132364 · BAV 495/287451 · LCCN (EN) n94041484 · GND (DE) 1060989697 · CONOR.SI (SL) 3720803 |